# Cornice marcadavanzale

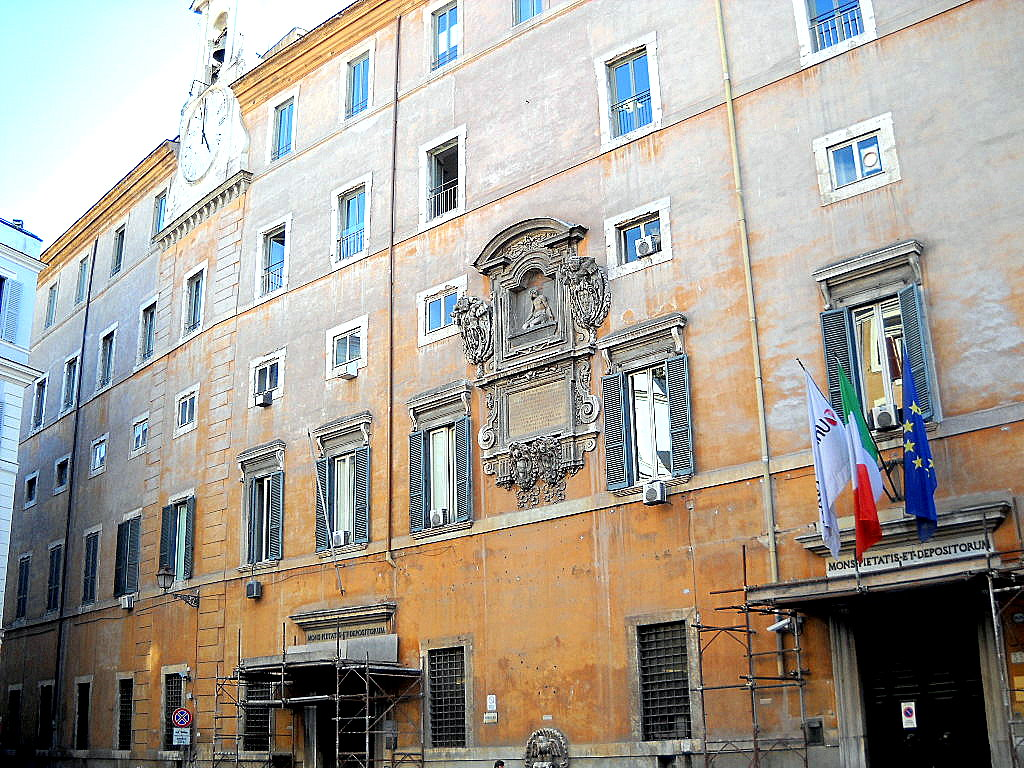
Palazzo del Monte di Pietà a Roma con cornici lineari marcadavanzali all'altezza dei parapetti

La cornice marcadavanzale (o semplicemente marcadavanzale) è un elemento architettonico del linguaggio classico, tipico delle architetture residenziali, come palazzi e ville. La sua funzione, oltre che decorativa, era quella di marcare esternamente la separazione interna tra diversi piani di un edificio e di rendere leggibile la conformazione interna.  Di solito veniva posizionata, come anche la cornice marcapiano, in corrispondenza della rastremazione della struttura muraria che in corrispondenza della cornice si riduceva di spessore.
Si tratta di un'incorniciatura definita da una serie di modanature sporgenti e che riprendono le forme della cornice degli ordini architettonici. Veniva posizionata al livello dei parapetti delle finestre, al contrario del marcapiano che  era posto al livello del calpestio. In alcuni casi sono presenti cornici a entrambi i livelli, magari raccordate da una fascia o da altri elementi decorativi.
La cornice marcadavanzale segue in genere la decorazione esterna complessiva dell'edificio, magari nello stesso colore delle eventuali cornici delle finestre o dei portali, o in materiali appositamente scelti per contrastare sullo sfondo della parete esterna.
L'uso dei marcadavanzali iniziò a diffondersi in Italia nel tardo medioevo; essi vennero quasi abbandonati nel Novecento, quando con l'architettura razionalista si superarono i modelli tradizionali o si ridusse al minimo la decorazione. 